# Opisthopterus effulgens
Opisthopterus effulgens är en fiskart som först beskrevs av Regan, 1903.  Opisthopterus effulgens ingår i släktet Opisthopterus och familjen sillfiskar. IUCN kategoriserar arten globalt som sårbar. Inga underarter finns listade i Catalogue of Life.